# روبر شف دوتل
روبر شف دوتل (فرانسوی: Robert Chef d'Hôtel‎; ۲ فوریهٔ ۱۹۲۲ – ۱۹ اکتبر ۲۰۱۹) دونده ۴۰۰ متر اهل فرانسه بود.